# Chliwyszcze
Chliwyszcze (ukr. Хлівище) – wieś na Ukrainie, w obwodzie czerniowieckim, w rejonie czerniowieckim. W 2001 roku liczyła 648 mieszkańców.